# Constant Girel

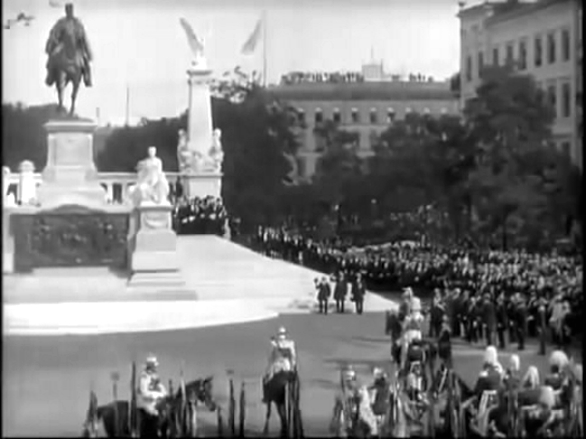
Inauguration: II longueur, 8 mètres del 1896, diretto da Constant Girel.

Constant Girel, all'anagrafe François-Constant Girel (1873 – 1952), è stato un regista e direttore della fotografia francese.

## Biografia
Girel, figlio di un farmacista ha studiato a Lione come operatore di riprese cinematografiche. Nel 1896 è stato assunto dai fratelli Lumière come operatore, inviato in Germania filmò a Breslavia il Passaggio a cavallo di Guglielmo II e di Nicola II. Nel 1898 tornò in Francia, lavorando per la Pathé Frères per poi tornare a lavorare in farmacia dal padre.Ha ideato il muovimento della fotocamera durante le riprese prima di Alexandre Promio, con un film girato a Costanza, sul fiume Reno. Ha viaggiato in Russia e Giappone per filmare e promuovere il cinema.

## Filmografia

### Regista
- Lausanne, défilé du 8ème bataillon (1896)
- Scieurs de bois (1896)
- Monza, L.L. M.M. le Roi et la Reine d'Italie (1896)
- Cologne, pont de bateaux (1896)

- Cologne, Panorama pris d'un bateau (1896)
- Danse Tyrolienne (1897)
- Une rue à Tokyo (1897)
- Coolies à Saïgon (1897)
- Lutteurs japonais (1898)
- Acteurs japonais: Exercice de la perruque (1898)
- Acteurs japonais: Bataille au sabre (1898)

### Regista e direttore della fotografia
- Inauguration: II longueur, 8 mètres (1896)
- Fêtes franco-russes: Cherbourg, débarquement des souverains russes (1896)

### Direttore della fotografia
- Schaffouse, Chûtes du Rhin vues de loin, regia di Louis Lumière (1896)
- Fêtes franco-russes: Cherbourg, Entrée des Souverains russes et du président de la République sous le hall, regia di Louis Lumière (1896)
- Avant l’inauguration. Arrivée des souverains (1896)
- Défilé de hussards devant Guillaume II (1896)
- Guillaume II et Nicolas II à cheval (1896)
- Görlitz: revue devant Guillaume II et Nicolas II (1896)
- Bersagliers (1896)
- Pont sur le Rhin (1896)
- Procession (1896)
- Défilé du 8e bataillon (1896)
- Chutes du Rhin vues de près (1896)
- Chutes du Rhin vues de loin (1896)
- Dîner japonais (1897)
- Repas en famille, regia di Louis Lumière (1897)
- Arrivée d’un train (1897)
- Déchargement dans un port (1897)
- Un pont à Kyoto (1897)
- Une rue à Tokyo (1897)
- Procession shintoïste (1897)
- Danseuses japonaises (1897)
- Les Aïnos à Yeso, I (1897)
- Les Aïnos à Yeso, II (1897)
- Lutteurs japonais (1897)
- Escrime au sabre japonais (1897)
- Une scène au théâtre japonais (1897)
- Acteurs japonais: danse d’homme (1897)
- Danseuses: la danse des éventails (1897)
- Sortie d’un temple shintoïste (1897)